# 曾根崎
曾根崎（日语：／）是大阪府大阪市北區的町名及地域名。日文漢字也寫作「曽根崎」。

## 概要
行政地名上的「曾根崎」東至御堂筋，北至國道1號，南至扇町通，下分1丁目與2丁目，屬廣義的梅田地區。此外，屬於北新地一部分的「曾根崎新地」位於西南方。
這一帶是繁榮的繁華街，也有許多情人旅館與風俗店。作為《曾根崎情死》舞台的露天神社（通稱：御初天神）也在此地。

### 沿革
曾根崎的「ソネ」（埆）意為多石土地，是指古時稱為曾根崎洲的淀川河口砂洲。
此地有平安時代至鎌倉時代的「難波八十島祭」（なにわのやそしままつり）遺跡，也是須牟地曾根神社所在地。
近世以後，此地屬西成郡曾根崎村。東南部曾根崎川沿岸的曾根崎新地在1708年（寶永5年）編入大坂城下（大坂三鄉），曾根崎新地與天滿的交接處逐漸市區化。1615年（元和元年），西北部設置大坂七墓之一的梅田墓地，為農田、池沼、荒地遍布的荒涼地區。但1874年（明治7年），人稱「梅田すてんしょ」（梅田車站）的大阪站開業，曾根崎開始發展。
曾根崎村在1897年（明治30年）編入大阪市，為大阪市北區大字曾根崎。1900年（明治33年）改設曾根崎中（1～2丁目）、曾根崎上（1～4丁目）、曾根崎永樂町、梅田町、東梅田町、西梅田町、北梅田町等7町。梅田首度成為正式町名。之後，1906年（明治39年）阪神梅田站，、1910年（明治43年）阪急梅田站陸續開業，梅田成為這一帶的代表地名。
第二次世界大戰前的曾根崎，御茶屋等林立，展現與京都祇園相同的風情。

## 主要設施
- 大阪市營地下鐵御堂筋線梅田站
- 大阪市營地下鐵谷町線東梅田站
- 御堂筋
- 新御堂筋（日语：新御堂筋）
- 國道1號
- 扇町通（日语：扇町通）
- 梅田新道交差點
- 梅新東交差點
- 阪急東交差點
- 曾根崎東交差點
- 大阪府警察（日语：大阪府警察）曾根崎警察署（日语：曽根崎警察署）
- Whity梅田（日语：ホワイティうめだ）

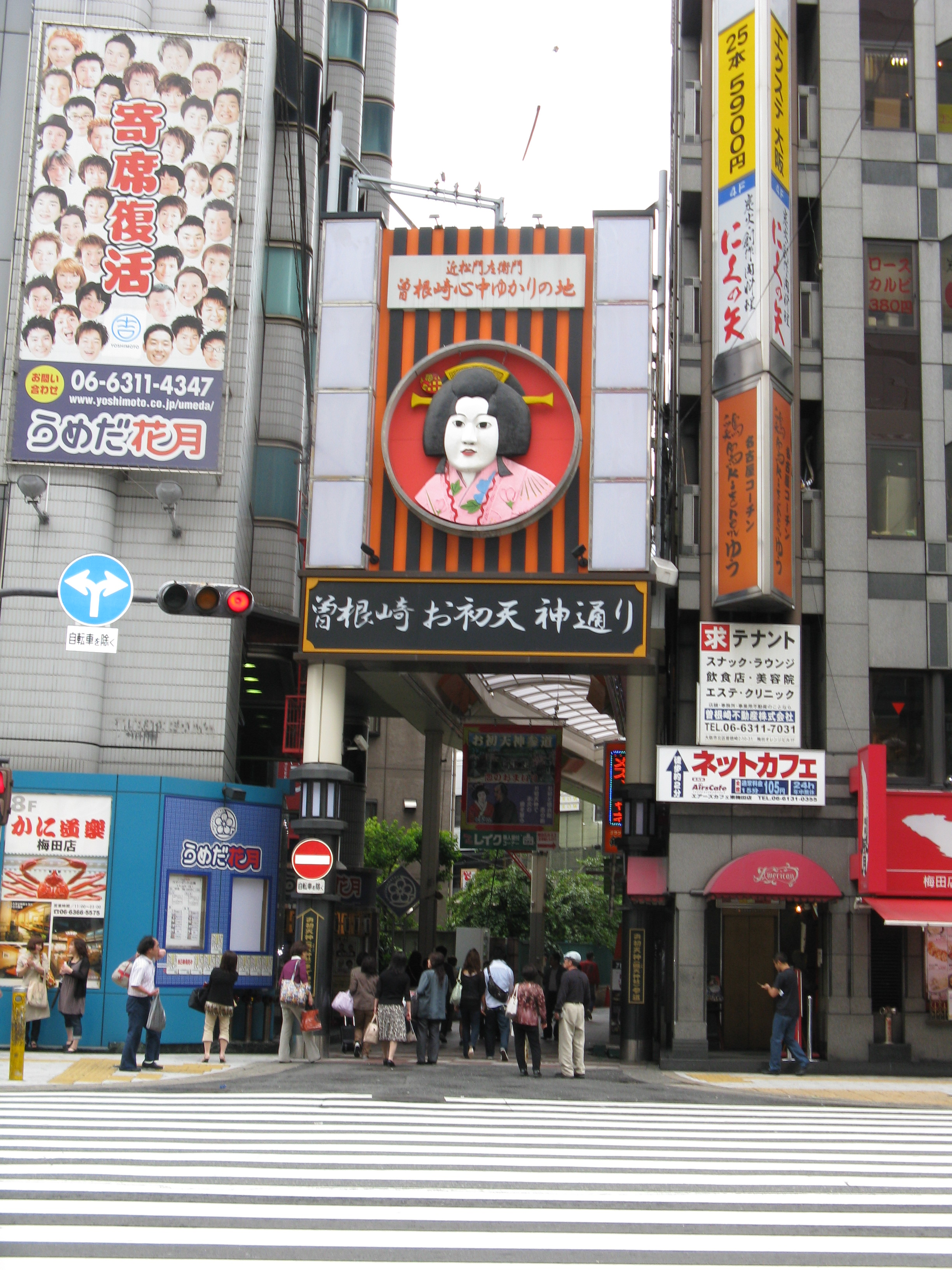
御初天神通商店街與梅田花月（2008年5月）

- 曾根崎御初天神通商店街（曾根崎お初天神通り商店街）
- 旭屋書店（日语：旭屋書店）梅田店
- 露天神社（日语：露天神社）（通稱：御初天神）